# Eogonatus
Eogonatus is een geslacht van inktvissen uit de  familie van de Gonatidae.

## Soorten

### Synoniemen
- Eogonatus tinro (Nesis, 1972) => Gonatopsis okutanii Nesis, 1972